# Risol
El Risol es una bebida típica de la provincia de Jaén, España, concretamente del municipio de Canena.
Se trata de una receta no escrita que pasa de padres a hijos, desde tiempos inmemoriales. Se prepara con Anís Seco, Agua, Azúcar, Manzana, Café soluble, Chocolate puro. Además de lo anterior, y como uno de los ingredientes más importantes, están las siguientes cinco hierbas... Hierba Luisa, Mejorana, Menta, Apio y Toronjil.
Todo el contenido se vierte, en las partes proporcionales en una cántara de boca ancha, y se deja macerar durante 24 horas, y una vez pasado ese tiempo, se filtra con una manga casera de tela de algodón, varias veces, hasta quitarle todos los sedimentos.
Posiblemente se trate de una bebida de la época de las Órdenes Militares, de Santiago y Calatrava, entre los siglos XIII y XV, ya que en la población de Torres, tienen referencias de este tipo de bebida, y se trata de poblaciones vinculadas únicamente por estas órdenes militares.
Es una bebida suave, que se sirve muy fría, en la actualidad, se realiza y se toma los días festivos, como pueden ser las fiestas de San Marcos, Virgen de los Remedios, Navidad...
La bebida se tomaba antaño, principalmente por los campesinos para entrar en calor, durante el mes de diciembre, tras la tradicional matanza del cerdo para proveerse de carne para todo el año.
La medida, para un litro de Anís Seco, es la siguiente :
- 1 Litro de Anís Seco.
- 2 Litros de Agua.
- 3/4 kg de Azúcar Blanca.
- 1/2 Manzana troceada.
- 1/2 Cucharita de café soluble.
- 2 Onzas de chocolate puro rallado.
- 2 Ramitas de cada una de las cinco hierbas.